# Коломин, Сергей Михайлович
Сергей Михайлович Коломин — советский хозяйственный, государственный и политический деятель.

## Биография
Родился в 1926 году в деревне Бузланово. Член КПСС. Окончил 7 классов.
Участник Великой Отечественной войны, курсант школы радиоспециалистов БТ и МВ, радист, подполковник. С 1950 года — на хозяйственной, общественной и политической работе. В 1950—1986 гг. — инженерный и хозяйственный работник в городе Москва, первый секретарь Пролетарского райкома КПСС города Москвы, заведующий организационным отделом Московского горкома КПСС, заместитель, первый заместитель председателя исполкома Московского городского Совета народных депутатов.
Делегат XXIII и XXVI съездов КПСС.
За проектирование и строительство совмещённого моста через Москву-реку в районе Нагатино и комплекса других сооружений был в составе коллектива удостоен Государственной премии СССР в области науки и техники 1976 года.
Избирался депутатом Верховного Совета СССР 10-го и 11-го созывов, депутатом Верховного Совета РСФСР от Днепропетровского и Люблинского избирательных округов.
Умер после 1986 года.